# アンデルソン・ソアレス・ジ・オリヴェイラ
アンデルソン・バンバ（Anderson Bamba）ことアンデルソン・ソアレス・ジ・オリヴェイラ（Anderson Soares de Oliveira、1988年1月10日 - ）は、ブラジル・リオデジャネイロ州サンゴンサロ出身の元プロサッカー選手。現役時代のポジションは、ディフェンダー。

## クラブ経歴

### ブラジル
CRフラメンゴの下部組織出身。2006年にトップチームに昇格したが、出番は全くなかった。
2008年1月、トンベンセFCに移籍

### ドイツ
2008年夏、バイエル・レバークーゼンがアンデルソンの保有権を買い取った。2008–09シーズンはVfLオスナブリュックにレンタル移籍、翌シーズンはフォルトゥナ・デュッセルドルフにレンタル移籍。
2010年4月1日、ボルシア・メンヒェングラートバッハへの移籍内定が発表、7月1日に移籍。
2011年7月、2.ブンデスリーガに降格したアイントラハト・フランクフルトに移籍。

## タイトル
フラメンゴ
- コパ・ド・ブラジル: 2006